# Iglesia de San Juan Evangelista (Peralta)
La iglesia de San Juan Evangelista de Peralta (Navarra) es un templo católico, de estilo neoclásico, construido en el primer tercio del siglo XIX.

## La vieja parroquia

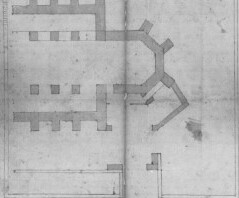
Planta de la antigua parroquia (1666)

A finales del siglo XVI se construyó un templo dedicado a San Juan Bautista que estaba situado al pie de la Peña, donde se había establecido la población medieval al amparo del castillo. Con anterioridad existirían iglesias de las que se tienen escasos datos y se conocen restos arqueológicos poco clarificadores.
La iglesia era de estilo de transición del gótico al renacimiento, tenía una nave central y dos laterales, cuatro pilares que definían las naves y que sustentaban la bóveda, un ábside poligonal y contrafuertes en el exterior. Da idea de su planta un plano realizado en 1666 con motivo de la construcción de la sacristía. 
En el siglo XVIII se levantó la torre barroca, que se mantiene en la actualidad bien restaurada. A finales del citado siglo, el templo, dañado por los movimientos de tierras de la ladera, estaba en ruina, por lo que se decidió construir uno nuevo en el llano, en la calle Mayor, que ofrecía un emplazamiento más seguro y más accesible para el vecindario. Para el nuevo templo se aprovecharon los retablos y otros elementos muebles de la vieja parroquia. En tanto se levantaba la nueva iglesia, el culto se celebró en la capilla del convento de los capuchinos.

## La nueva parroquia

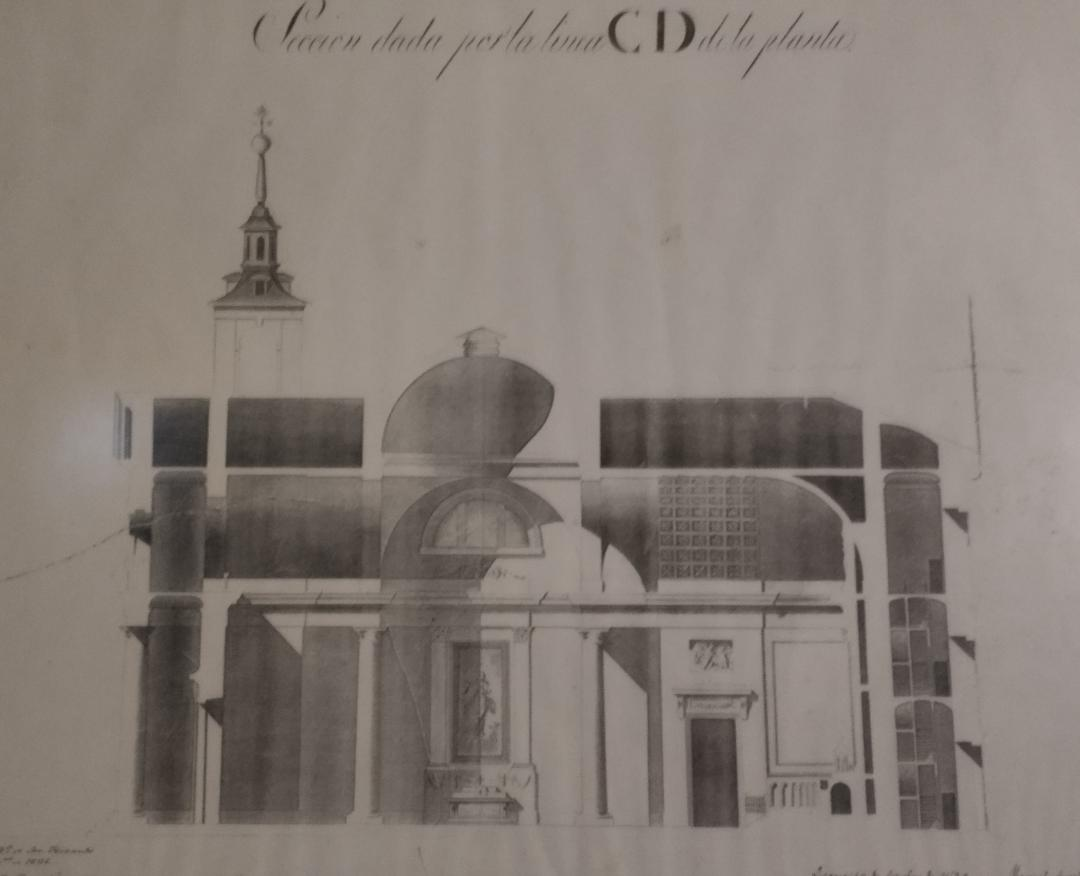
Sección del templo firmada por el arquitecto M.A. Chávarri

Entrado el siglo XIX, se pudo construir la actual parroquia, que como su predecesora estaba dedicada a San Juan Evangelista. De esta manera, entre 1826 y 1833, de conformidad con el proyecto del arquitecto Manuel Ángel Chávarri, con residencia en Vitoria,  se levantó un templo de grandes dimensiones de estilo neoclásico, que era el que imperaba en la arquitectura religiosa y civil de aquella época.

### Fachada
La fachada es del más puro clasicismo. Tiene dos cuerpos: el inferior, de piedra sillar, en el que, desde una pequeña escalinata, se accede a una puerta de grandes dimensiones, adintelada, con dos grandes columnas toscanas retranqueadas que sustentan el entablamento, el cual únicamente está subrayado por una sobria cornisa. El débil asentamiento de la construcción, por fallo de los cimientos, se advierte en el desplazamiento de los sillares centrales.
La gran puerta da paso a un pequeño pórtico con dos pequeñas puertas laterales que permiten el acceso al templo; por su parte, la puerta central, de grandes dimensiones, se emplea en las solemnidades, como pueden ser la procesiones.
En el segundo cuerpo, el superior, de ladrillo enlucido, tan solo figura una ventana de arco de medio punto -ventana de terma-, igual que las que se abren en las fachadas laterales.
Remata el conjunto un frontón triangular con un óculo para el reloj.
El proyecto del arquitecto Chávarri contemplaba dos torres campanario para flanquear la fachada y, de esta manera, darle mayor amplitud. No pudieron construirse en su momento -hay que recordar que coincidió con el principio de la primera guerra Carlista-, y finalmente se levantaron en 2002, de conformidad con el diseño original.
La austeridad neoclásica que impera en la fachada explica que en ningún lugar existan motivos ornamentales figurativos, ni, por supuesto, esculturas.

### Planta
De la puerta de la fachada se accede a un atrio o vestíbulo; aquí, la gran puerta central está destinada a las solemnidades, y las dos laterales, más pequeñas, a los fieles, por ellas se entra en un pequeño espacio desde el que finalmente se accede a la nave central; la puerta de la izquierda también a paso a la escalera del coro, y la de la derecha a la capilla bautismal. Su emplazamiento recuerda el primitivo baptisterio, que se levantaba fuera del templo, al que solo accedían los ya bautizados.

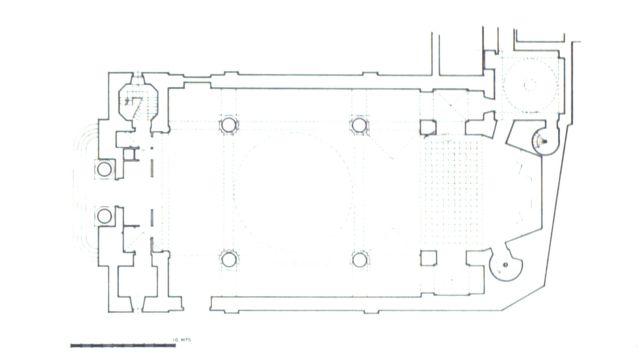
Planta de la iglesia de San Juan Evangelista, en la que se representan los distintos accesos al templo

El edificio es espacioso, cuenta con una amplia nave central de 40 metros y dos laterales muy estrechas, que más bien parecen diseñadas como pasillos; en total tiene 18 metros de anchura. A cada lado, definen las naves dos columnas toscanas de grandes dimensiones, policromadas para simular al mármol.
Para instalar adecuadamente el retablo principal de la antigua parroquia se proyectó un ábside poligonal en vez del semicircular de inspiración clásica. Le precede un gran arco de medio punto con casetones, a la manera romana, mientras que el ábside se cierra con bóveda de cuarto de esfera. Las cuatro ventanas adinteladas situadas en la cabecera del templo se abrieron en torno al año 2000.
En el crucero se levanta una cúpula rebajada apoyada en pechinas.
La iluminación procede de ventanas semicirculares –“ventanas de terma”- de estilo clásico, que se abren en la fachada y en los muros laterales.
Una cornisa recorre el templo y define la parte inferior de la superior, donde se encuentran las ventanas. El texto que se extiende a lo largo de la cornisa es moderno y pertenece al evangelio de San Juan.
La sacristía se encuentra en la cabecera, en el lado del Evangelio, a la izquierda del visitante. Como el resto del edificio, es de estilo neoclásico; tiene planta cuadrada y la cubre una cúpula.

### Retablo principal

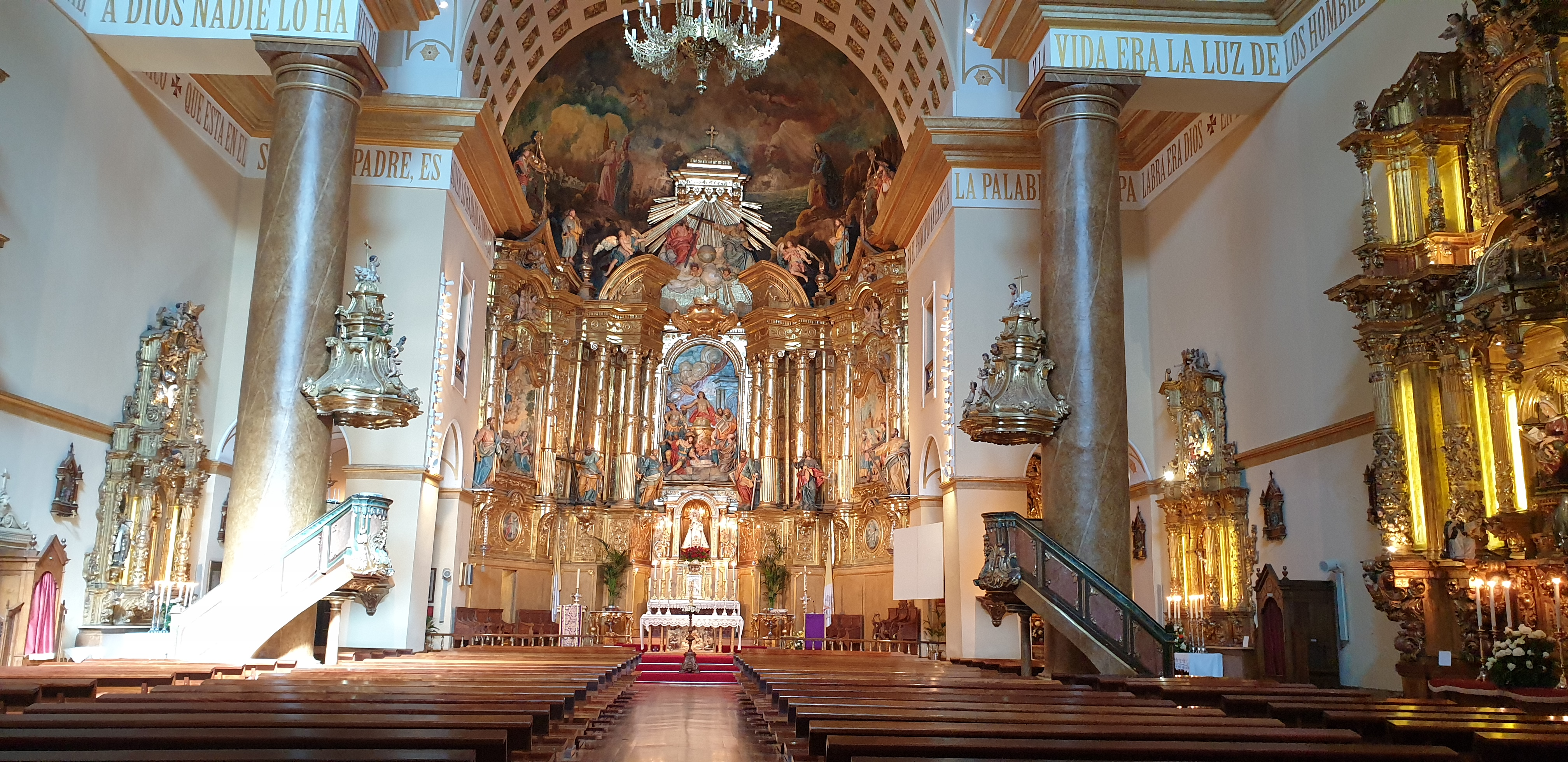
Presbiterio, nave central y laterales, y columnas toscanas

El retablo principal, construido entre 1766 y 1771 -ya se ha dicho que procedía de la anterior parroquia- es obra del afamado escultor aragonés José Ramírez de Arellano, quien, entre otros trabajos destacados, había participado en las obras de la capilla de la basílica del Pilar de Zaragoza. García Gainza considera que este retablo es “una de las muestras más excelentes de la segunda mitad del siglo XVIII en Navarra”.
Está concebido para destacar el martirio del titular del templo, milagrosamente frustrado, que se muestra el gran altorrelieve que ocupa el centro del retablo. Con el propósito de concentrar la atención en este punto, se han dispuesto en perspectiva convergente ocho grandes columnas, así como el entablamiento y frontón partido que lo rematan. Delante de las columnas se ofrecen las esculturas de bulto redondo de san Andrés, san Pedro, san Pablo y Santiago. Los objetos que los identifican -cruz, llaves, etc.- son añadidos posteriores.
Sobre el sagrario, protegida por un templete, se encuentra la imagen de la Virgen de Nieva, del siglo XVIII. En esta centuria el convento dominico de Pamplona difundió por Navarra la devoción a esta advocación mariana. Es la patrona de Peralta.
Como era frecuente en aquel tiempo, cuando se contaba con recursos suficientes, se decidió ampliar el retablo mayor con la construcción de dos laterales. En marzo de 1772 se encargó la obra a Diego de Camporredondo, afincado en Calahorra, que llevaba treinta años trabajado para las parroquias de la Zona Media y Ribera de Navarra. El resultado artístico de su trabajo es notablemente inferior al de Ramírez de Arellano. Este contrato le costó la vida a Camporredondo, quien murió en el puente de la villa en un altercado con Fermín Ochoa, médico de Peralta, indignado porque el encargo no se había hecho a su hermano José, escultor con residencia en Madrid.
El retablo del lateral derecho representa el episodio apócrifo de San Juan en Éfeso, quien se salvó de morir envenenado por la copa, que sostiene en su mano, que le había ofrecido Aristodemo, sumo sacerdote del templo de Artemisa. Para demostrar su poder mortífero, habían obligado a dos condenados a la pena capital a beber de ella, motivo por el que sus cadáveres aparecen en la parte inferior del relieve.
El retablo de la izquierda reproduce la visión de San Juan en la isla de Patmos que se describe en su libro del Apocalipsis: “Vio una mujer revestida del sol, la luna bajo los pies y en la cabeza una corona de doce estrellas” y a un dragón de siete cabezas que “con la cola arrastraba un tercio de los astros del cielo y los arrojaba a la tierra". En el ángulo inferior de la derecha se encuentra el águila, símbolo del Evangelista, que sostiene el tintero con el pico. La pluma de escribir de san Juan es un añadido posterior. Las esculturas de los apóstoles Felipe y Tomás aparecen en los extremos exteriores de ambos retablos.

### Retablos laterales
En la nave de la izquierda, desde la entrada al templo hasta el presbiterio, se encuentra:
- Crucifijo (S. XVI), flanqueado por columnas salomónicas

- Retablo de San Blas, barroco, siglo XVIII

- Retablo de la Inmaculada, siglo XVIII. La imagen de la Virgen es moderna.[13]

En la nave de la derecha se encuentran:
- Capilla bautismal. La pila se ha trasladado a la cabecera de la nave lateral derecha. Es de mármol rosa y pertenece a la época de construcción de la parroquia al igual que dos las aguabenditeras de la entrada

- Retablo de la Virgen del Rosario, fue encargado en 1745. La imagen de la Virgen que lo preside es del siglo XVI

- Retablo de San José, de estilo rococó, fechado en 1757

- Retablo del Corazón de Jesús, barroco, del siglo XVIII. La escultura central es moderna

- En la cabecera, como se ha adelantado, se encuentra un retablo barroco (siglo XVIII) de dedicado a San Pedro, pero que lo preside una imagen moderna de San Francisco Javier

### Coro
La barandilla de forja, la sillería, el facistol y el crucifijo que lo remata proceden de la vieja parroquia.
El órgano es de fines del XVIII, muestra los tubos horizontales en disminución hacia el centro y está decorado con pinturas y esculturas de estilo rococó. Destaca “su teclado de 50 notas (único caso en Navarra) contras de 32 pies y dos trompetas (interiores y exteriores)”.